# Santa Maria dell’Orazione e Morte (Rom)
Koordinaten: 41° 53′ 39,8″ N, 12° 28′ 10,6″ O
Santa Maria dell’Orazione e Morte ist eine der Erzbrüderschaft der Anbetung und des Todes zugehörige Kirche. Sie liegt im römischen Stadtviertel Regola an der Via Giulia, schräg gegenüber dem Palazzo Farnese und unmittelbar neben dem Palazzetto di Odoardo.

## Geschichte
1538 wurde im Rahmen des Pfarrsprengels San Lorenzo in Damaso eine Vereinigung von Laien mit dem Namen Compagnia della Morte begründet. Sie hatte die Aufgabe, außerhalb der Stadt abgelegte, anonyme Verstorbene und im Tiber Ertrunkene in würdiger Weise zu bestatten. 1552 wandelte Papst Julius III. die Vereinigung in eine fromme Bruderschaft um. Diese hatte den Auftrag, die anonymen Leichen nicht nur zu bestatten, sondern auch für ihr Seelenheil zu beten. Daher änderte er den Namen der Vereinigung in Confraternità dell’Orazione e Morte (Bruderschaft des Gebetes und des Todes). 1572 erwarb die Bruderschaft ein Areal zwischen dem Palazzo Farnese und dem Tiberufer und errichtete dort zwischen 1575 und 1576 eine kleine Kirche mit Begräbnisrechten, obgleich sie keine Pfarrkirche war. Die Kirche genügte im 17. Jahrhundert den Anforderungen nicht mehr. 1732 errichtete der Architekt Ferdinando Fuga das heute bestehende Kirchengebäude, ein Oratorium und einen großen, teils unterirdisch und teils am Flussufer gelegenen Friedhof. Während der französischen Besetzung Roms ab 1808 wurden Bestattungen wegen des Gesundheitsrisikos innerhalb der Stadt verboten. Nach der Wiederherstellung des Kirchenstaates wurde das Verbot zwar wieder aufgehoben; eine Choleraepidemie 1837 führte aber zum definitiven Ende der bis dahin gängigen Praxis. Das Oratorium und der Friedhof verschwanden ab 1886 im Zuge der Tiber-Regulierung nahezu vollständig.

## Der Bau
Der Grundriss der Kirche hat die Form einer länglichen Ellipse. Es gibt weder ein Vestibül noch Außenkapellen. Der Kirchenraum hat anstelle einer Kuppel eine gewölbte Decke. Das Dach ist außen nur leicht gewölbt; zwölf mit Ziegel gedeckte dreieckige Sektoren laufen in einer niedrigen, elliptischen Laterne zusammen. Die Laterne beleuchtet das Kircheninnere durch sechs Rundbogenfenster und wird mit einer mit Ziegeln gedeckten Kappe abgeschlossen. Der Campanile an der linken Seite der Fassade besteht lediglich in einem mit Bleiplatten gedeckten Glockengehäuse.

### Fassade
Die eindrucksvolle Barockfassade zur Via Giulia ist horizontal in zwei Stockwerke mit doppeltem Tympanon und vertikal durch Pilaster und Säulen gegliedert. Auffällig ist die Vielzahl der verschieden geformten Giebel, die sowohl die beiden Stockwerke als auch das Hauptportal und das zentrale Fenster in der zweiten Etage abschließen.
Das untere Stockwerk ist an den beiden Seiten des Hauptportals durch je zwei Pilaster und zwischen diesen zwei korinthische Säulen gegliedert. Das Portal ist von einem mehrfachen, von Kragsteinen in Form von Totenköpfen getragenen, Fries und einem Rundgiebel überragt. Der Fries trägt die Inschrift: IND•PLEN•QUOT•PERPETUA•PRO•VIVIS•ET•DEFUNCTIS. Ein durchbrochener Rundgiebel bildet den Übergang zum zweiten Stockwerk. Dieses ist gleicherweise durch Pilaster und Säulen horizontal gegliedert. Das große Mittelfenster wird durch einen durchbrochenen Dreiecksgiebel abgeschlossen. Ein Fries trennt das Stockwerk von dem Tympanon mit einem weiteren Rundgiebel. Den oberen Abschluss der Fassade bildet ein barocker Aufbau mit flammenden Urnen und einer Tafel mit einem geflügelten Stundenglas.
Rechts und links des unteren Geschosses sind zwei kleinere Baukörper mit Seitenportalen und darüber liegenden ovalen Fenstern angebaut. Rechts an der Fassade, am Nebeneingang, befindet sich eine Marmortafel mit der Darstellung eines Skelettes mit Stundenglas und eines Sterbenden (Abb.). Sie dient als Almosenbox für die Beerdigung der Toten.

### Das Innere
Das barocke Hauptschiff hat einen elliptischen, nach Südwesten ausgerichteten Grundriss. Die Innenwände sind mit polychromer Marmorimitation und mit Gold verziert. Je zwei Nischen an den gegenüberliegenden Seiten bilden die viereckige Seitenkapellen. An den Wänden zwischen den Kapellen sind einige aus dem benachbarten Palazzetto des Kardinals Odoardo Farnese abgelösten Fresken von Giovanni Lanfranco angebracht. Eine rechteckige Apsis schließt das Schiff vorne ab. Die Seitenkapellen, die Apsis und das Portal der Gegenfassade sind von insgesamt zwölf blaugrauen Säulen mit korinthischen Kapitellen flankiert. Die Säulen stützen ein rund um das Kirchenschiff laufendes Gebälk. An den Seiten oben neben dem Chor befindet sich je eine Empore für den Kirchenchor. In der Gegenfassade ist eine große Orgelempore eingebaut. Über der Orgel zeigt eine barocke Tafel die an die Widmung der Kirche erinnernde Inschrift.

#### Das Gewölbe
Das kuppelähnliche elliptische Gewölbe beherrscht den Innenraum. Es ruht auf einer Attika über dem Gesims. Zwölf Rippen laufen am Oculus der elliptischen Laterne zusammen. Die Lünetten über dem Chor, dem Eingang und über den Seitenkapellen haben Rundbogenfenster, durch die Licht in das Innere eindringt. In der Laterne ist der Heilige Geist als Taube zwischen Putti dargestellt.

#### Der Chor
Den Eingang zum Chor flankieren zwei korinthische Pilaster in gelber Marmorimitation zwischen zwei grauen Säulen. Über dem Hochaltar ist die Altartafel Christus am Kreuz von Ciro Ferri (1680) zu sehen.

### Die Seitenkapellen

#### Kapelle der Heiligen Katharina
Die erste Kapelle rechts ist der Heiligen Katharina von Alexandrien geweiht. Die Altartafel zeigt Die mystische Hochzeit der Heiligen Katharina. Das Werk wird Palma il Vecchio zugeschrieben. Das kleine Rundportrait auf dem Altar zeigt den Heiligen Karl Borromäus.
- An der Wand zwischen dieser Kapelle und der nächsten ist das aus dem Palazzetto des Kardinals Odoardo Farnese gerettete Fresko Der Heilige Antonius von Ägypten trifft den Heiligen Paulus von Theben den ersten Eremiten des Giovanni Lanfranco zu sehen.

#### Kapelle des Erzengels Michael
Die zweite Kapelle rechts ist dem Erzengel Michael geweiht. Die Kapelle wurde 1751 von Paolo Posi entworfen. Die Altartafel ist eine Kopie des berühmten Gemäldes Santa Maria della Concezione dei Cappuccini von Guido Reni.

#### Kapelle der Heiligen Juliane
Die zweite Kapelle links ist der Heiligen Juliana von Falconieri, der Gründerin des Ordens der Serviten geweiht. Die Altartafel von Pier Leone Ghezzi (1737) zeigt Die Heilige Juliana nimmt den Schleier.
- An der Wand zwischen dieser und der nächsten Kapelle ist das ebenfalls aus dem Palazzetto Farnese geretteten Fresko mit der Darstellung des Säulenheiligen Simeon von Giovanni Lanfranco angebracht.

#### Kapelle der Heilige Familie
Die erste Kapelle links ist der Heiligen Familie geweiht. In der Ädikula umrahmen zwei Alabaster-Pilaster die Altartafel von Lorenzo Masucci.

### Sakristei
In der Sakristei werden einige interessante Gemälde aufbewahrt: Der Erzengel Michael bezwingt den Satan, zugeschrieben Raffaellino da Reggio sowie Der Erzengel Michael und der Satan an einem Totenbett und Der Heilige Michael rettet eine Seele aus dem Fegefeuer von Giacinto Brandi.

### Hypogäum
Von den unterirdischen Begräbniskammern, in denen im Laufe von 300 Jahren an die 8.000 Tote beigesetzt waren, ist nach den Böschungsarbeiten am Tiber ab 1886 nur mehr ein Hypogäum geblieben. In dieses gelangt man durch eine Tür links im Chor über eine Treppe. Es besteht aus einem Vorraum und einer Kapelle. Die Dekoration der beiden Räume erinnert an ihre ursprüngliche Bestimmung. Sowohl die Lampenhalter im Vorraum als auch der Kandelaber in der Kapelle bestehen aus Gebeinen. Über dem Weihwasserbecken rechts am Eingang zur Kapelle zeigt ein Marmorrelief ein halbes Skelett (Abb.). In einer Vitrine im Vorraum sind Schädel mit den Namen der Verstorbenen aufbewahrt. Auch auf dem Altar liegen Schädel und Skelettteile. Das große Kreuz an der Wand gegenüber dem Eingang besteht ebenfalls aus Schädeln. Zwei Almosen-Boxen (Abb.) fordern die Besucher auf, für Messen bzw. das Ewige Licht des Friedhofes zu spenden.

## Galerie

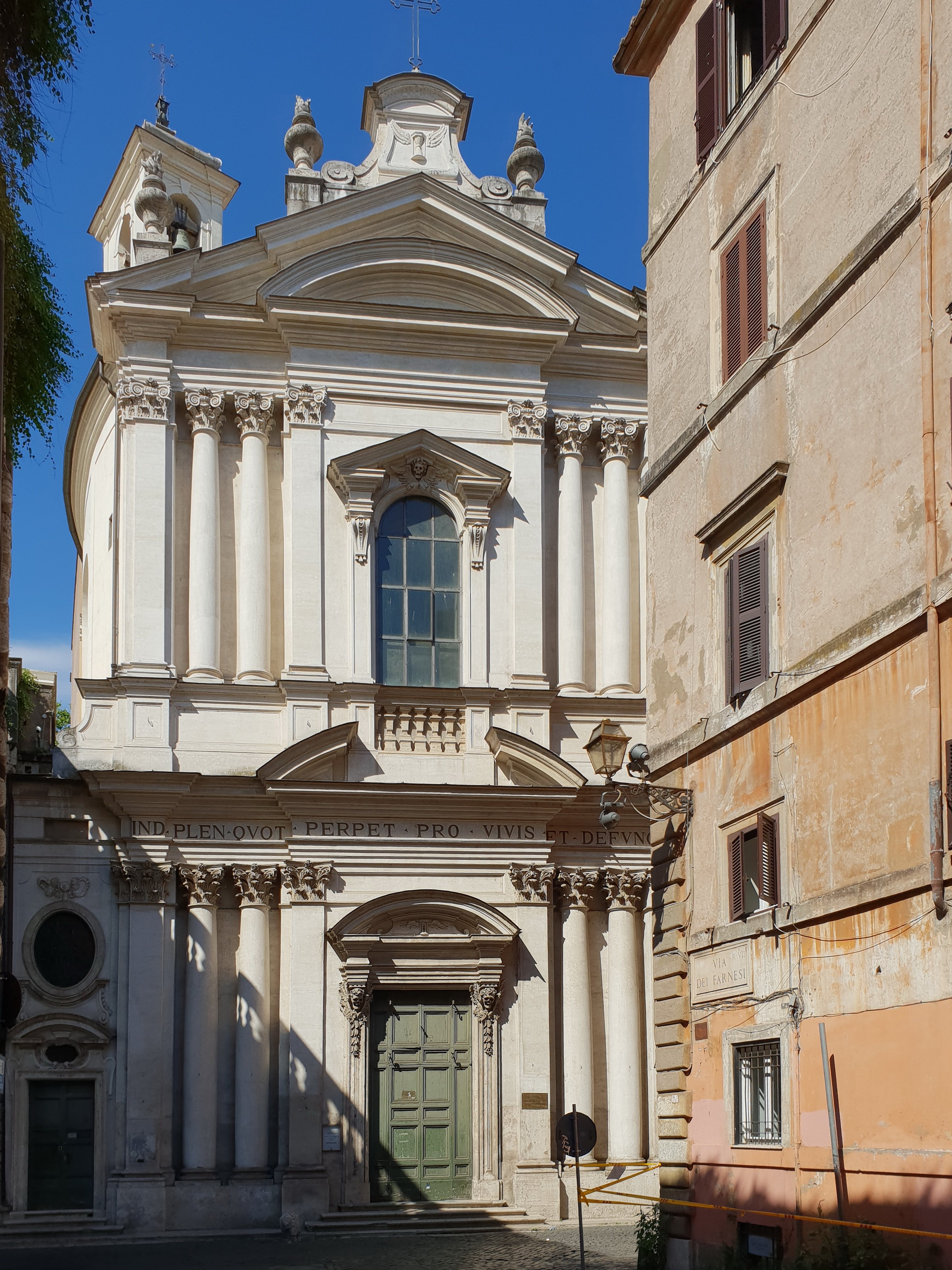
Fassade
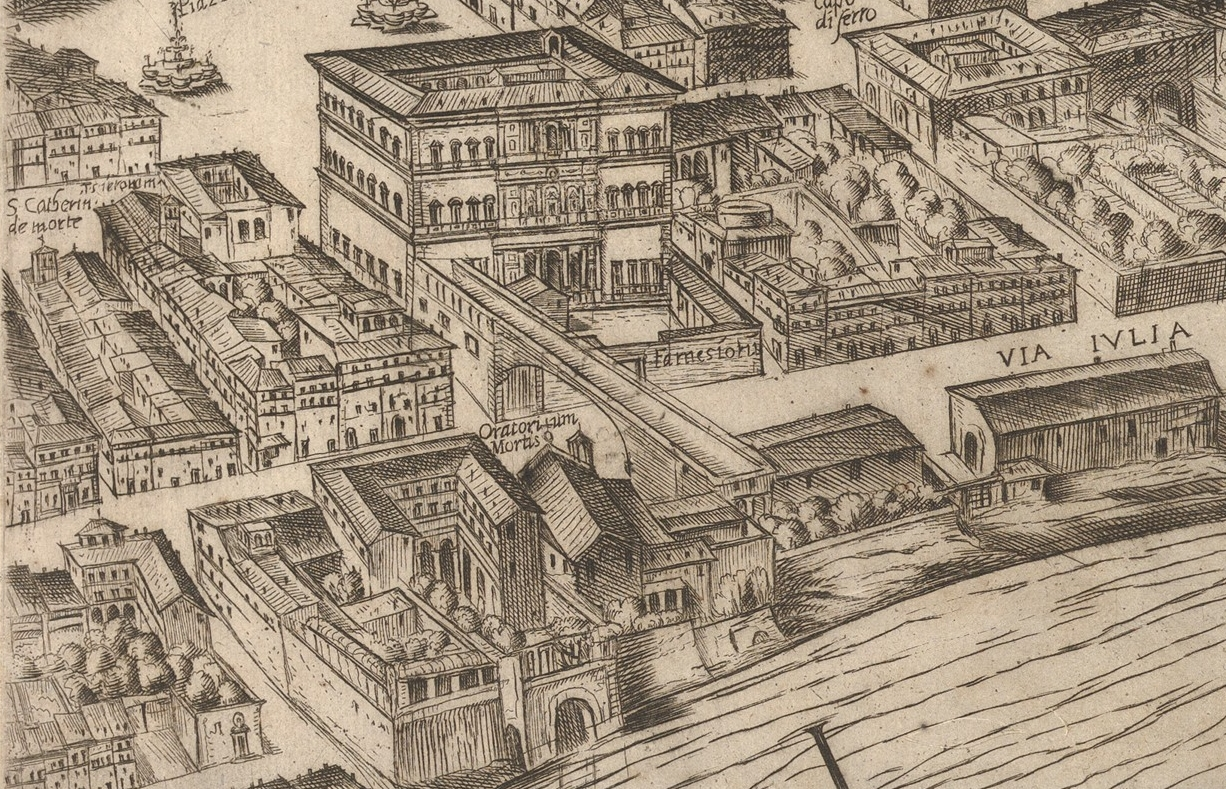
Tempesta; Prospectus Ausschnitt (1645)
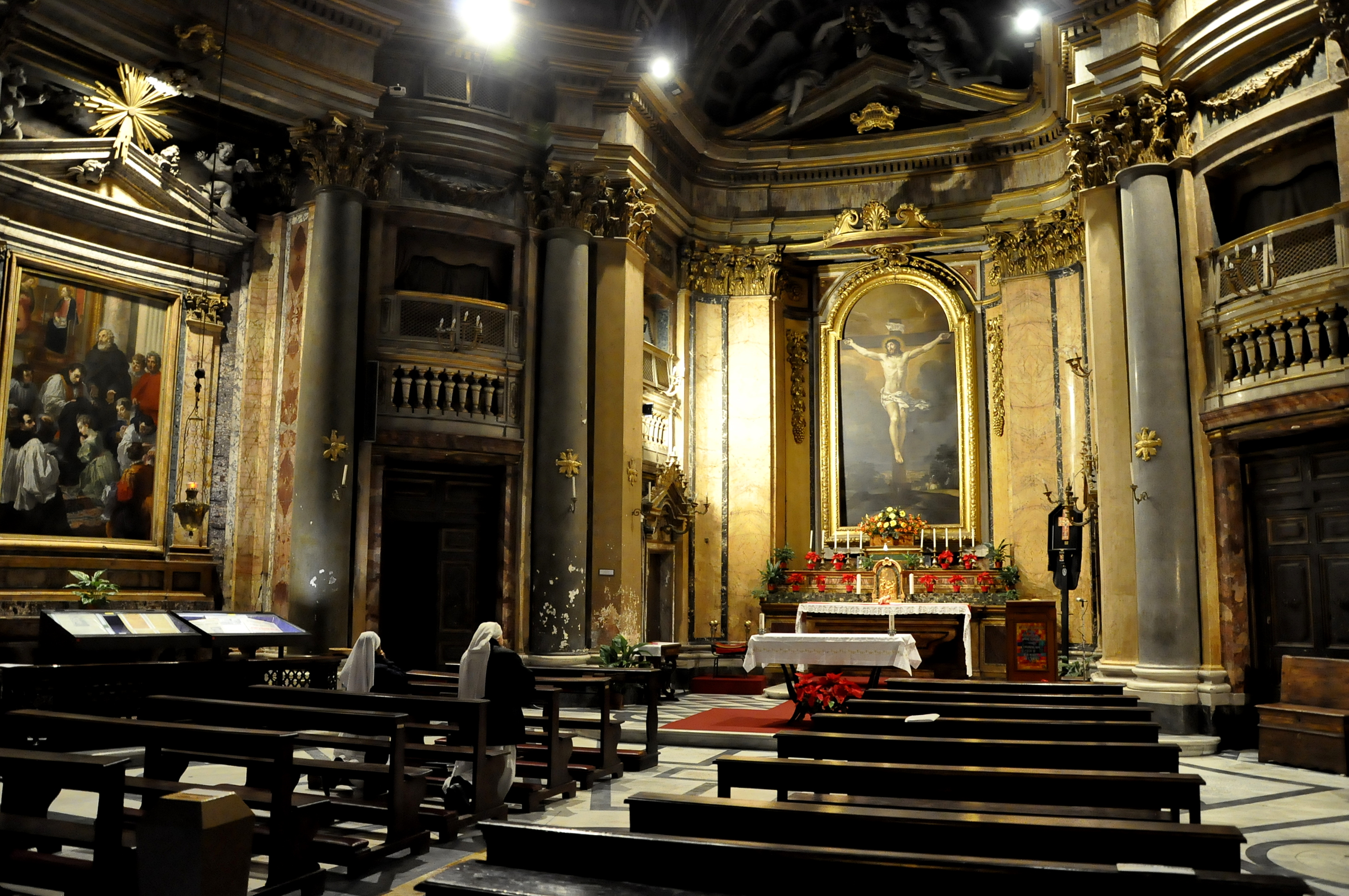
Inneres
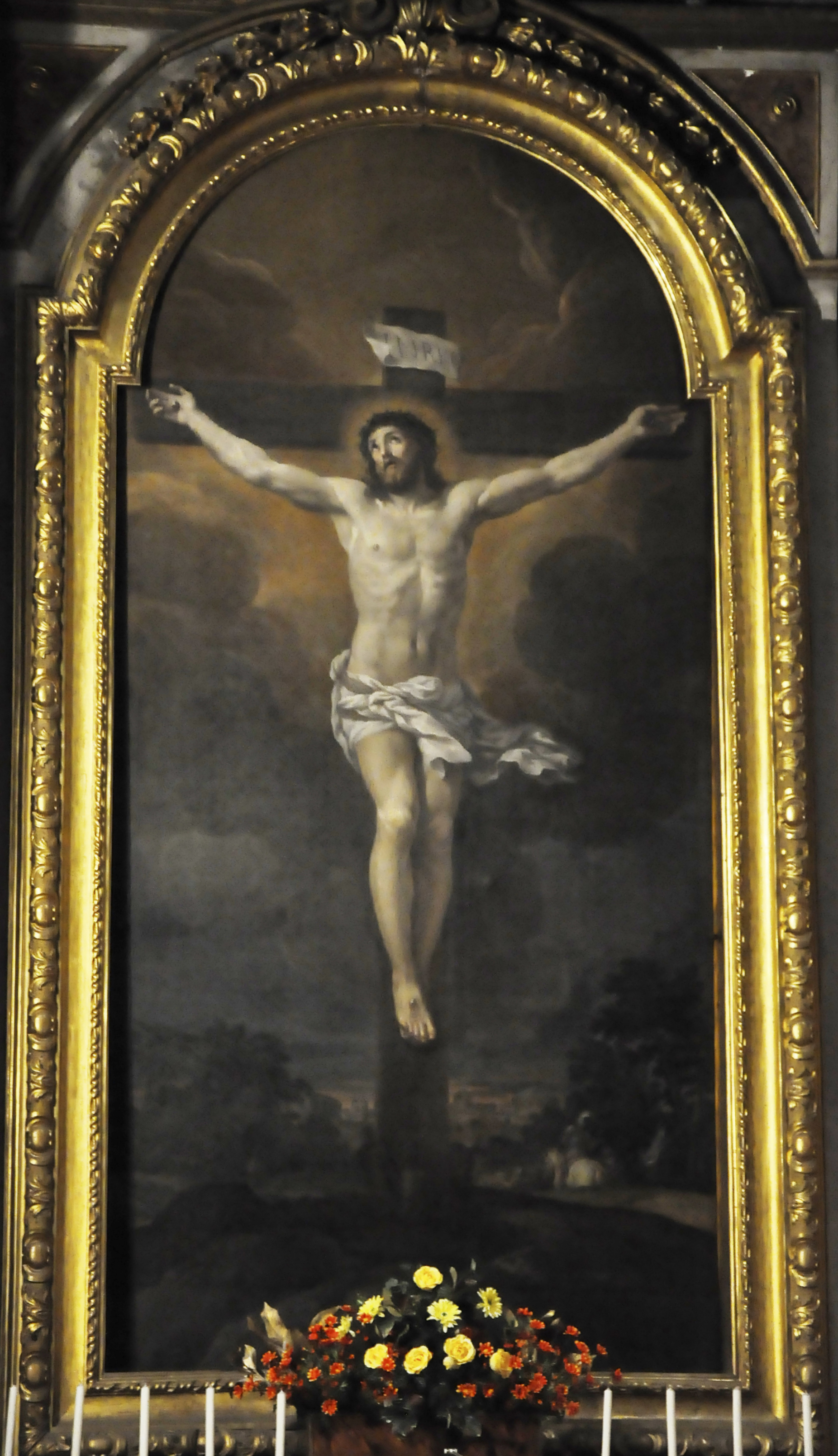
Kreuzigung von Ciro Ferri
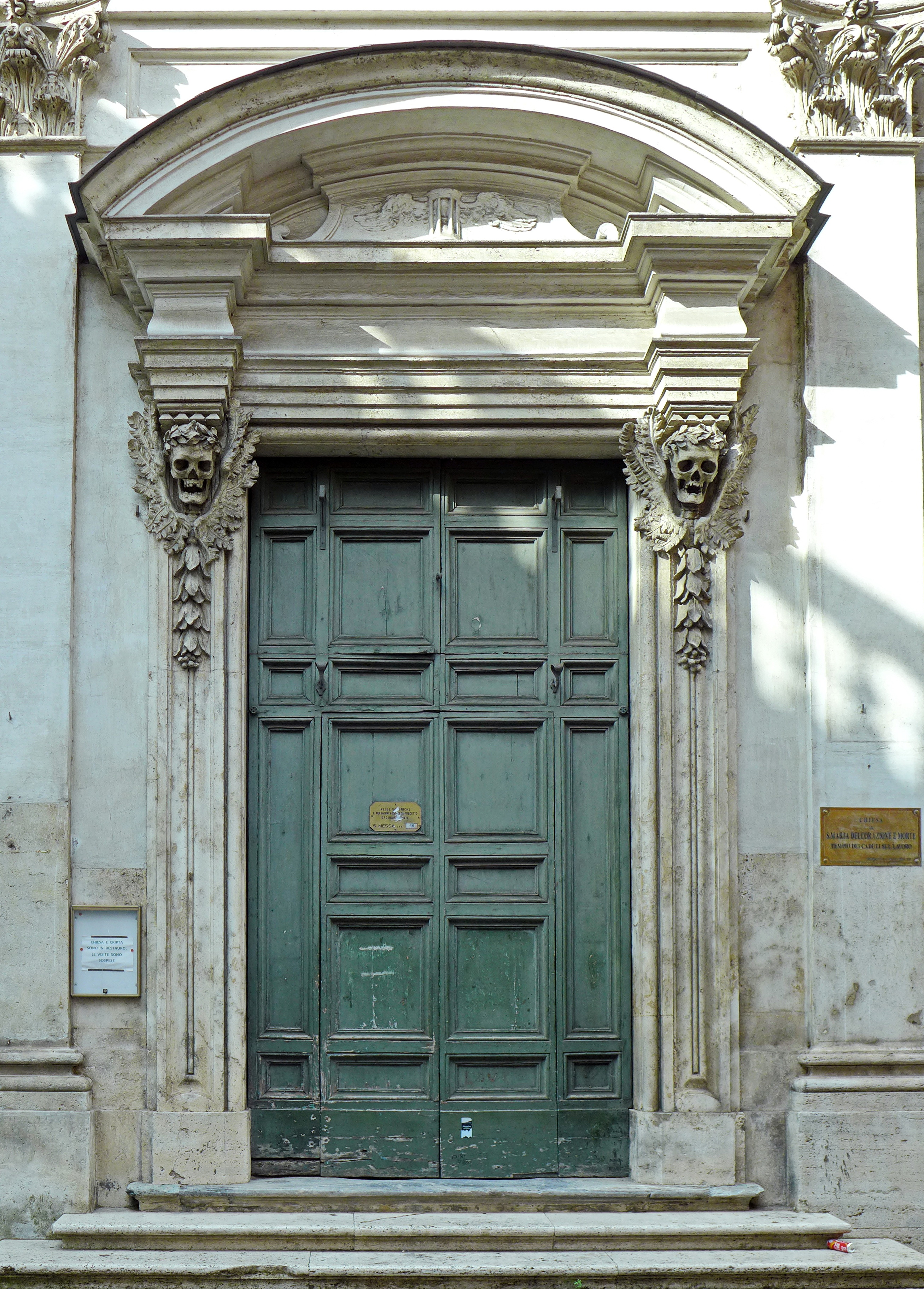
Hauptportal
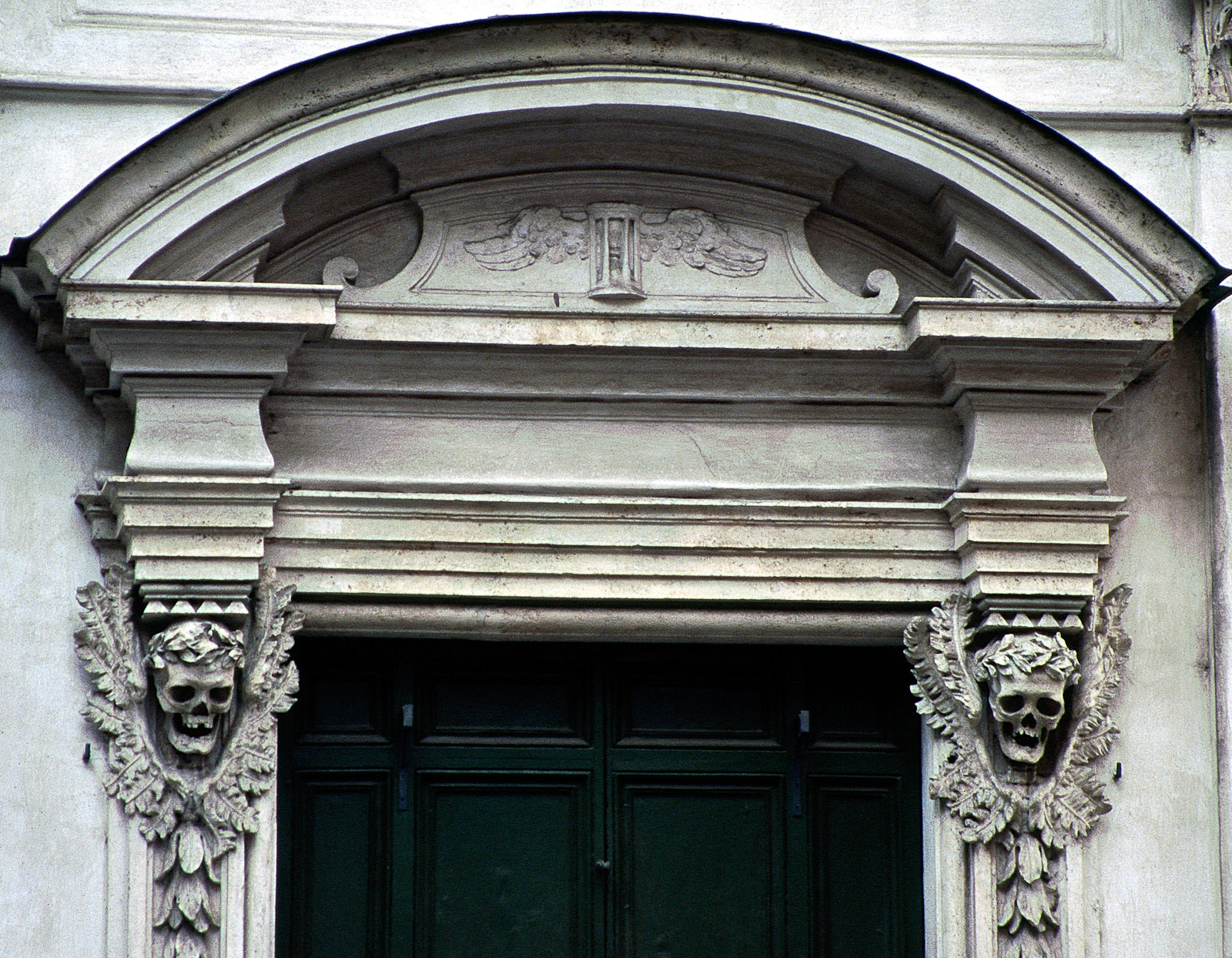
Portal Giebel
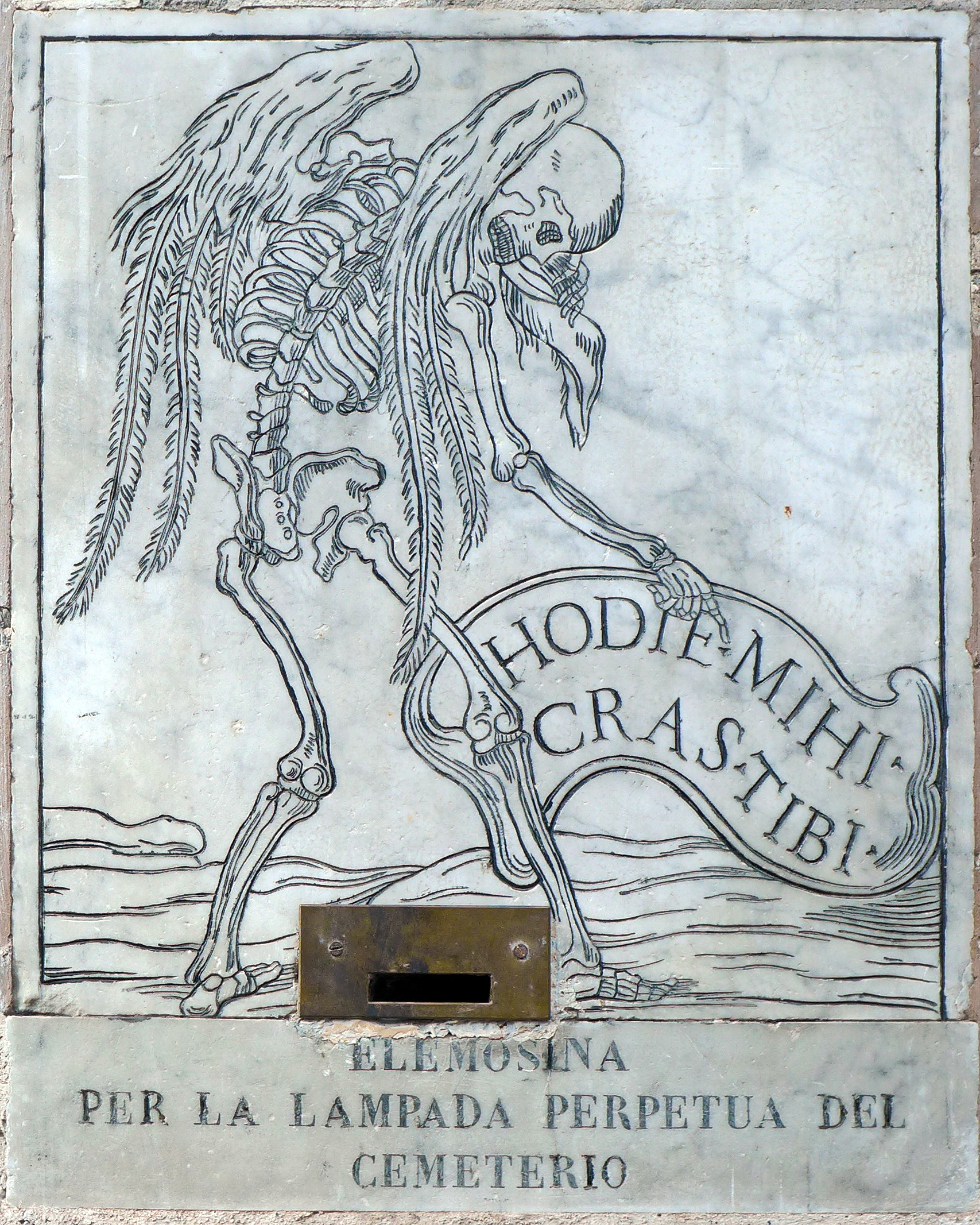
Fassade Almosenbox
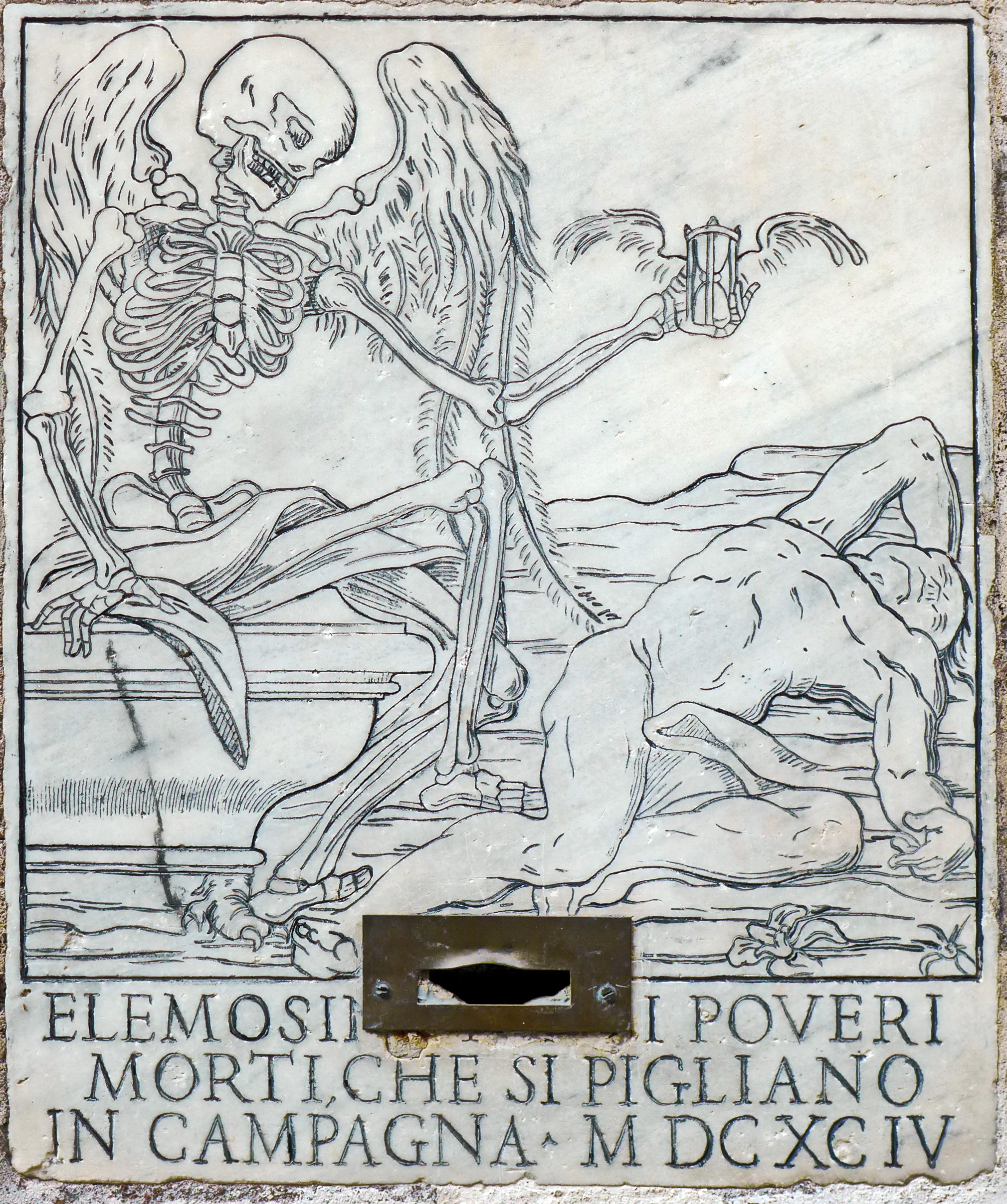
Fassade Almosenbox
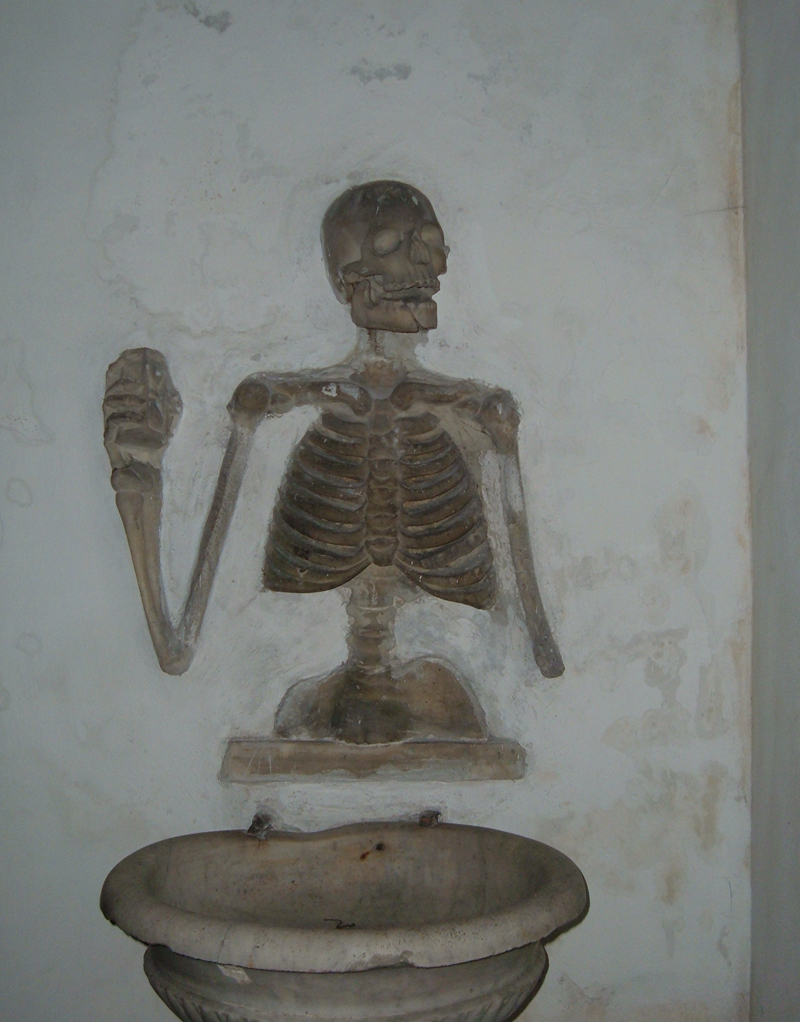
Krypta, Weihwasserbecken
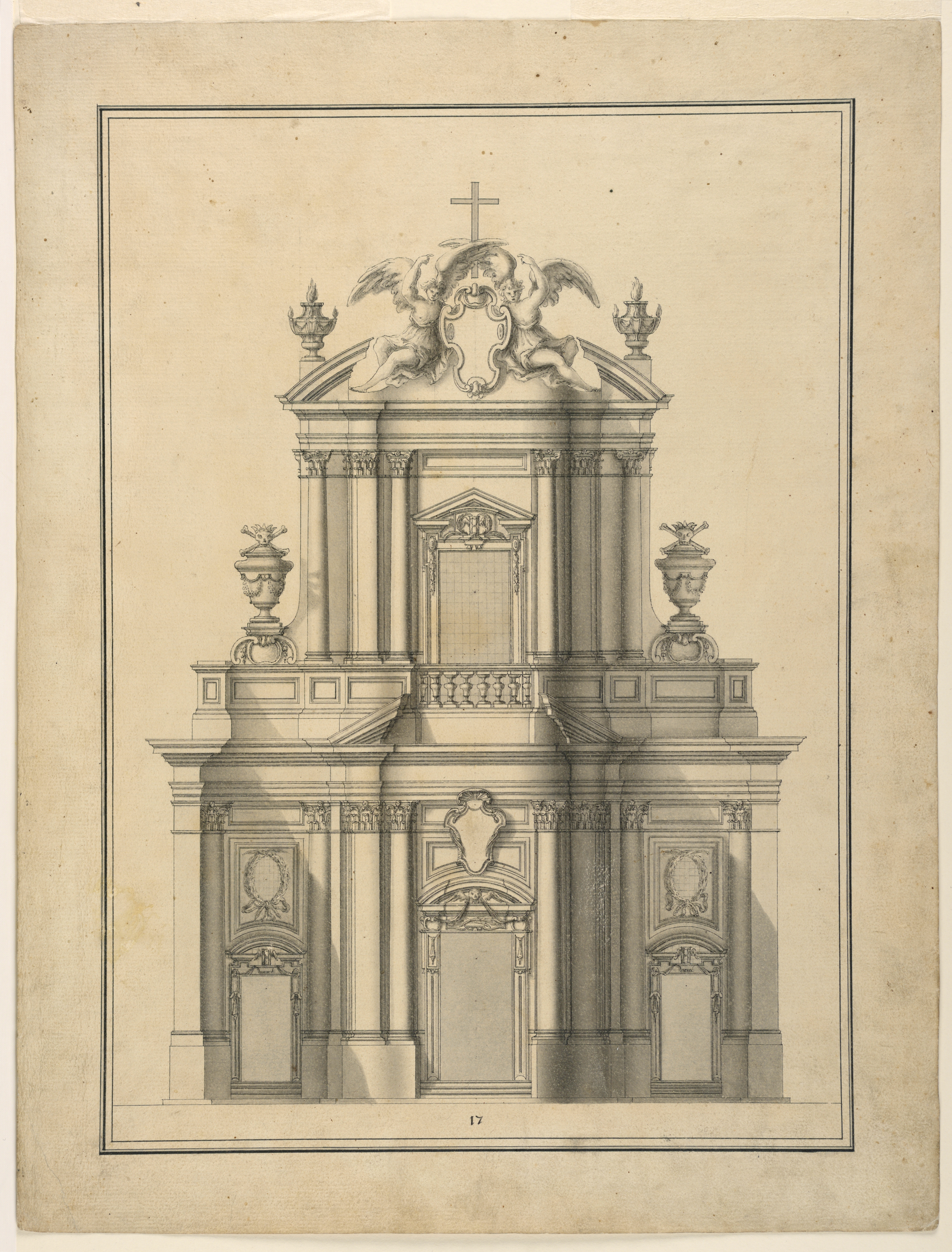
Architekturzeichnung 1680–1730